# Zakryj
Zakryj – trzeci album studyjny polskiej piosenkarki Sarsy. Wydawnictwo ukazało się 24 maja 2019 nakładem wytwórni Universal Music Polska. Artystka jest autorką wszystkich tekstów na płycie oraz współautorką muzyki.
Album uplasował się na czwartej pozycji listy sprzedaży OLIS i uzyskał certyfikat złotej płyty.
Pierwszym singlem zapowiadającym album został utwór „Zakryj”, który ukazał się 31 sierpnia 2018 i dotarł na pierwsze miejsce na liście najczęściej odtwarzanych utworów w polskich radiostacjach i został certyfikowany platyną. Drugi singiel ukazał się 30 stycznia 2019 i został nim „Carmen”. Utwór zajął trzynaste miejsce na liście AirPlay – Top. 10 maja 2019 premierę miał trzeci singiel „Tęskno mi”, który uplasował się na dziewiątym miejscu listy AirPlay – Top. Na końcu - 11 października 2019 r. odbyła się premiera czwartego (ostatniego) singla zatytułowanego „Nienaiwne”.

## Lista utworów[9]
| Nr  | Tytuł utworu                             | Długość |
| --- | ---------------------------------------- | ------- |
| 1.  | „Intro Zanim” (Serce Będę Miała Chłodne) | 3:01    |
| 2.  | „Tęskno Mi”                              | 3:35    |
| 3.  | „Nienaiwne”                              | 3:38    |
| 4.  | „Balony”                                 | 3:43    |
| 5.  | „Zakryj”                                 | 3:52    |
| 6.  | „Gotowa”                                 | 3:03    |
| 7.  | „Carmen”                                 | 3:34    |
| 8.  | „So Cold”                                | 4:50    |
| 9.  | „Modlitwa”                               | 3:46    |
| 10. | „Ta Piosenka”                            | 3:41    |
| 11. | „Motyle I Ćmy” (Stendek Remix)           | 4:32    |
|     |                                          | 41:15   |